# Coulounieix-Chamiers
Coulounieix-Chamiers is een gemeente in het Franse departement Dordogne (regio Nouvelle-Aquitaine). De gemeente telde 7.537 inwoners op 1 januari 2022. De plaats maakt deel uit van het arrondissement Périgueux.
Coulounieix-Chamiers is een zuidelijke voorstad van Périgueux, gelegen aan de overkant van de Isle.

## Geschiedenis
Ten tijde van de verovering van Gallië door de Romeinen lag hier een belangrijke nederzetting van de Petrocorii. Het oppidum in La Curade had in de 1e eeuw v.Chr. een oppervlakte van 35 ha. Pas later kreeg de nederzetting een aarden verdedigingsmuur van 1 km lengte. Na de Romeinse verovering verhuisde het bevolkingscentrum zich in de laatste decennia van de 1e eeuw v.Chr. naar de overzijde van de Isle. Daar bloeide de Gallo-Romeinse stad Vesunna (het latere Périgueux). In de 1e eeuw bouwden de Romeinen in de bocht van de Isle een heiligdom en twee thermen.
In de middeleeuwen viel Coulounieix onder de jurisdictie van Périgueux. In de 15e en 16e eeuw werden hier kasteeltjes als buitenverblijven gebouwd. In de tweede helft van de 19e eeuw kwamen er pogingen om industrie op te zetten in Coulounieix maar de gemeente bleef toch grotendeels landelijk. Er kwam een hippodroom in de plaats Chamiers.
Vanaf de jaren 1950 groeide de gemeente sterk. Dit kwam door de opening van een werkplaats van de spoorwegen en door de komst van pieds-noirs uit Algerije. Het snelst groeide de plaats Chamiers, gelegen naast Périgueux. Door het toegenomen belang van Chamiers, werd de gemeente in 1958 herdoopt in Coulounieix-Chamiers.

## Geografie
De oppervlakte van Coulounieix-Chamiers bedroeg op 1 januari 2022 21,7 vierkante kilometer; de bevolkingsdichtheid was toen 347,3 inwoners per km².
De Isle vormt de noordelijke grens van de gemeente terwijl de Cerf en de autosnelweg A89 de zuidelijke grens vormen.
De onderstaande kaart toont de ligging van Coulounieix-Chamiers met de belangrijkste infrastructuur en aangrenzende gemeenten.

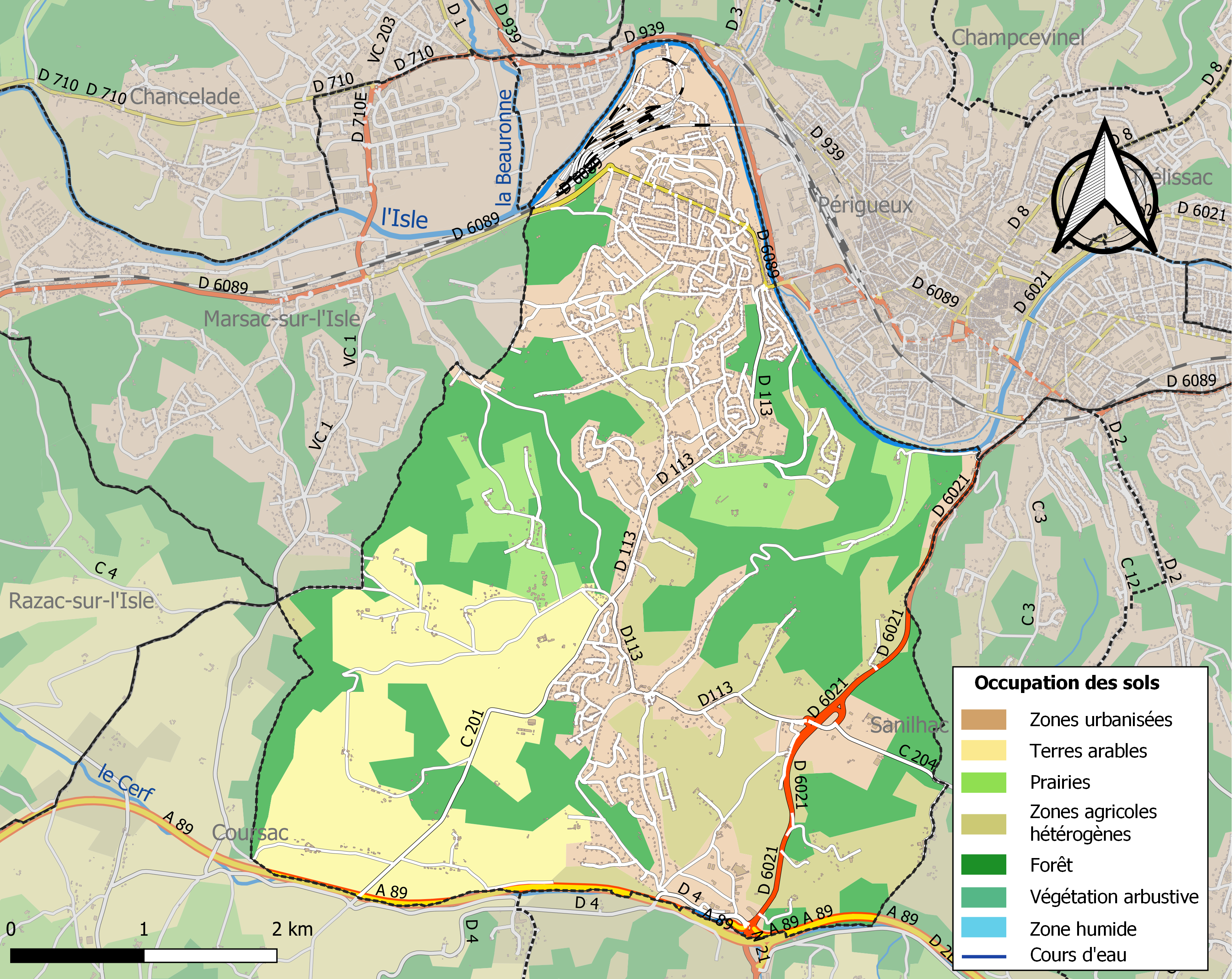

## Demografie
Onderstaande figuur toont het verloop van het inwonertal (bron: INSEE-tellingen).